# Hoagascht
Unter Hoagascht (andere Sprech- und Schreibweisen auch Hoangartn, Huigert oder Hoimgarta) versteht man vor allem in Bayern, Österreich und Südtirol eine zwanglose musikalische Veranstaltung mit unterschiedlichen Interpreten. In Tirol hat „hoagascht’n“ zusätzlich die Bedeutung eines unterhaltenden oder informativ zwanglosen Gesprächs – also etwa das, was die Schwaben „schwätzen“ oder die Berliner „quatschen“ nennen.

## Herkunft
Das Wort stammt vom mittelhochdeutschen heingarte (Heimgarten) ab und bezeichnete ursprünglich in ländlichen Gebieten den Garten vor dem Haus. Der Name Hoagascht für gesellige Nachbarschaftstreffen auf der Hausbank wurde im Lauf der Zeit allgemein auf Musikantentreffen angewendet. Heute ist ein Hoagascht eine der letzten nichtkommerziellen Veranstaltungen für traditionelle Volksmusik.

## Stil
Die Besetzung besteht fast ausschließlich aus traditionellen Instrumenten, ohne Verstärkung, oder, wie es manchmal heißt: „ohne Strom“. Die Musikstücke werden sowohl instrumental gespielt als auch mit Gesang vorgetragen. In Bayern wird Hoagascht als Zusammentreffen bei Speis und Trank im Wirtshaus gepflegt. Man kommt mit oder ohne Instrument, sitzt in Gruppen beisammen, und ohne Regie oder Ablaufplan spielt mal die eine Gruppe, mal die andere oder der andere Solist. Wenn Pausen entstehen, dann ist halt mal Pause, bis der nächste wieder aufspielt. Man findet sich musikalisch zusammen, spielt mal ein Stück gemeinsam, und zum Ende der Veranstaltung wird von allen Interpreten ein gemeinsames Stück gegeben.

## Hoagascht im Fernsehen
Der Bayerische Rundfunk strahlt seit 1. Mai 1965 zunächst im Hörfunk, später in seiner Dokumentarreihe Unter unserem Himmel regelmäßig die Sendung Boarischer Hoagascht aus. Namensfinder und erster Moderator war Paul Ernst Rattelmüller. Nach dessen Ausscheiden 1989 übernahm Sepp Eibl die Reihe.
Der österreichische Sender Servus TV strahlt wöchentlich am Sonntag ab 19:45 Uhr die Sendung Hoagascht aus. Sie soll als Volkskultur-Magazin „den Reichtum des kulturellen Lebens im Alpenraum“ zeigen. Die Sendung wird abwechselnd von Bertl Göttl, Conny Bürgler, Patrick Eisl, Richard Deutinger und Christina Ömmer moderiert.